# Roberto I di Hesbaye
Roberto I, chiamato anche Rupert, (697 – 748) fu conte di Hesbaye, conte di Wormsgau e duca di Neustria, conte palatino sotto Childerico III.

## Biografia
Egli era figlio di Lamberto II, conte di Haspengau e di Clotilde, figlia di Teodorico III, re merovingio dell'Austrasia.  
Degli antenati paterni di Roberto I si ipotizza la seguente linea di ascendenza:
1. Lamberto II, conte di Aspinga (circa 682–741)
2. Crodoberto II, conte di Aspinga (fl. 650)
3. Lamberto I di Aspinga (circa 620–650)
4. Crodoberto I di Aspinga (circa 600–630)
5. Cariberto di Aspinga (circa 555–636)

Alla sua morte nel 748, probabilmente perché il figlio Cancoro non era ancora maggiorenne, gli succedette come conte il cognato Sigramnus di Hesbaye, marito di Landrada di Hesbaye, madre di san Crodegango, arcivescovo di Metz. Ermengarda, la moglie dell'imperatore Ludovico il Pio, era sua pronipote.

## Famiglia e figli
Robert sposò Williswinda, figlia di Adalhelm, Grundherr di Wormsgau. Essi ebbero tre figli:
- Cancoro († 771), conte di Hesbaye e Rheingau[1];
- Anselmo (ucciso in battaglia di Roncisvalle, Spagna, 778), conte palatino;
- Turimberto[1].

## Ascendenza
|                        |   |                      | Genitori |  |  | Nonni |  |  | Bisnonni              |  |  | Trisnonni             |  |
|                        |   |                      |          |  |  |       |  |  | Lamberto I di Hesbaye |  |  | Crodoberto I di Tours |  |
|                        |   |                      |          |  |  |       |  |  | Lamberto I di Hesbaye |  |  | Crodoberto I di Tours |  |
|                        |   | Glismonda di Baviera |          |  |  |       |  |  | Lamberto I di Hesbaye |  |  |                       |  |
| Crodoberto II          |   |                      |          |  |  |       |  |  | Lamberto I di Hesbaye |  |  |                       |  |
|                        |   | …                    | …        |  |  |       |  |  |                       |  |  |                       |  |
|                        |   | …                    | …        |  |  |       |  |  |                       |  |  |                       |  |
|                        |   | …                    | …        |  |  |       |  |  |                       |  |  |                       |  |
| Lamberto II di Hesbaye |   | …                    |          |  |  |       |  |  |                       |  |  |                       |  |
|                        |   | …                    | …        |  |  |       |  |  |                       |  |  |                       |  |
|                        |   | …                    | …        |  |  |       |  |  |                       |  |  |                       |  |
|                        |   | …                    | …        |  |  |       |  |  |                       |  |  |                       |  |
| Théodrada              |   | …                    |          |  |  |       |  |  |                       |  |  |                       |  |
|                        |   | …                    | …        |  |  |       |  |  |                       |  |  |                       |  |
|                        |   | …                    | …        |  |  |       |  |  |                       |  |  |                       |  |
|                        |   | …                    | …        |  |  |       |  |  |                       |  |  |                       |  |
| Roberto I di Hesbaye   |   | …                    |          |  |  |       |  |  |                       |  |  |                       |  |
|                        | … | …                    |          |  |  |       |  |  |                       |  |  |                       |  |
|                        | … | …                    |          |  |  |       |  |  |                       |  |  |                       |  |
|                        | … | …                    |          |  |  |       |  |  |                       |  |  |                       |  |
| Teodorico III          | … |                      |          |  |  |       |  |  |                       |  |  |                       |  |
|                        |   | …                    | …        |  |  |       |  |  |                       |  |  |                       |  |
|                        |   | …                    | …        |  |  |       |  |  |                       |  |  |                       |  |
|                        |   | …                    | …        |  |  |       |  |  |                       |  |  |                       |  |
| Clotilde               |   | …                    |          |  |  |       |  |  |                       |  |  |                       |  |
|                        |   | …                    | …        |  |  |       |  |  |                       |  |  |                       |  |
|                        |   | …                    | …        |  |  |       |  |  |                       |  |  |                       |  |
|                        |   | …                    | …        |  |  |       |  |  |                       |  |  |                       |  |
| …                      |   | …                    |          |  |  |       |  |  |                       |  |  |                       |  |
|                        |   | …                    | …        |  |  |       |  |  |                       |  |  |                       |  |
|                        |   | …                    | …        |  |  |       |  |  |                       |  |  |                       |  |
|                        |   | …                    | …        |  |  |       |  |  |                       |  |  |                       |  |
|                        |   | …                    |          |  |  |       |  |  |                       |  |  |                       |  |